# Vostok (navire)
 (janvier 2020).
Si vous disposez d'ouvrages ou d'articles de référence ou si vous connaissez des sites web de qualité traitant du thème abordé ici, merci de compléter l'article en donnant les références utiles à sa vérifiabilité et en les liant à la section « Notes et références ».
Pour les articles homonymes, voir Vostok.

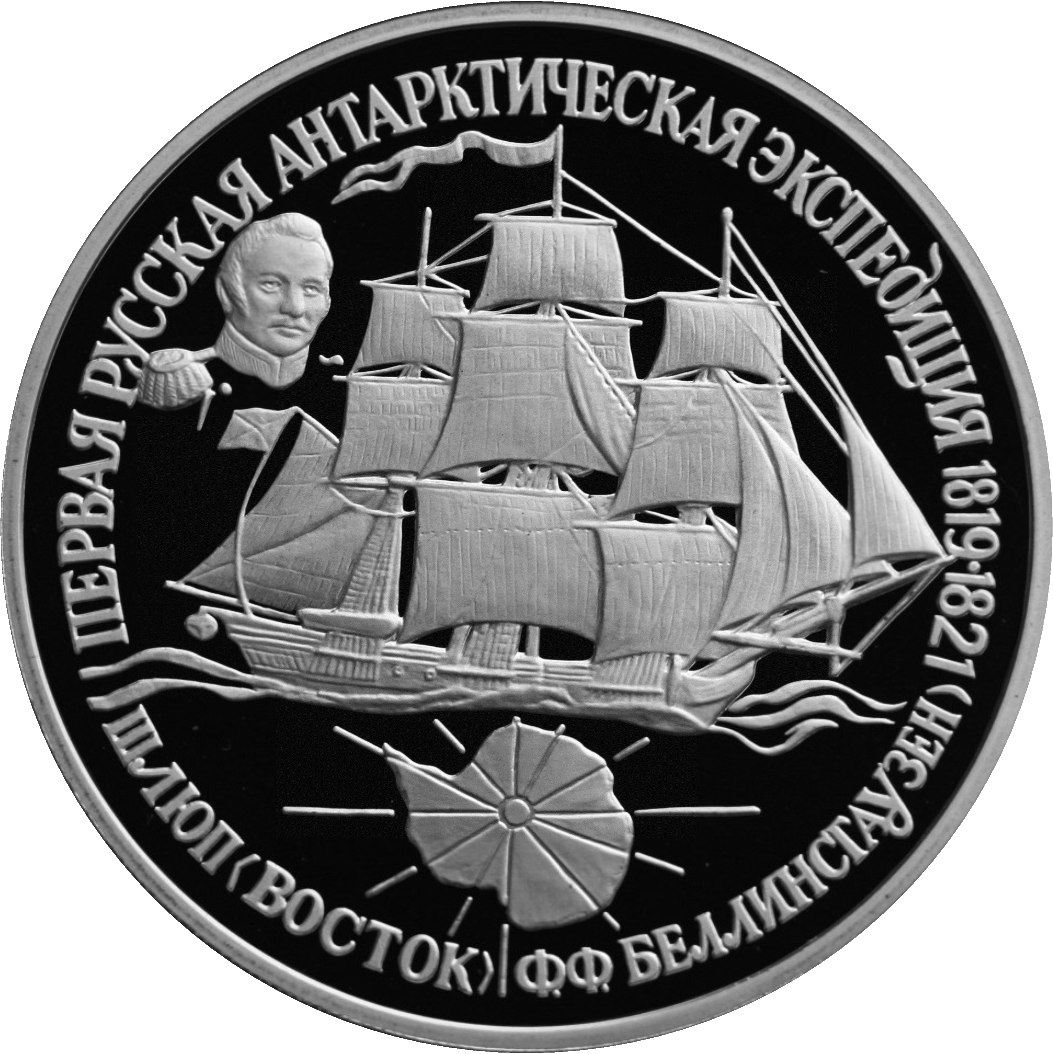
Le Vostok et Fabian Gottlieb von Bellingshausen sur une pièce commémorative russe.

Le Vostok (en russe : Восто́к, « Est » ou « Orient ») est un sloop-of-war de 28 canons de la marine impériale russe.
Il est connu comme le navire amiral de la première expédition antarctique russe en 1819-1821, au cours de laquelle Fabian Gottlieb von Bellingshausen (commandant du navire) et Mikhaïl Lazarev (commandant du second navire, le Mirny (en)) approchent le continent antarctique et un certain nombre d'îles et d'archipels dans l'océan Austral et le Pacifique. La paternité de la découverte est parfois attribuée au britannique William Smith.

## Périple du Vostok et du Mirny
Le 14 juillet 1819, le Vostok et le Mirny quittent Kronshtadt en Russie. Après des réparations à Sydney, l'expédition explore les régions sud du Pacifique, et le 12 novembre 1819, elle se dirige vers la Terra incognita. Le 22 janvier 1820, les deux sloops atteignirent le point le plus au sud de leur voyage à 69° 53' S et 92° 19' W.  Le 28 janvier 1820, ils côtoient le rivage de l' Antarctique qu'ils seraient les seconds à approcher si l'on en croît le capitaine britannique William Smith qui dit avoir aperçu, en février 1819, au sud du 62e degré de latitude sud, le continent austral, à bord de son navire le Williams of Blyth. 
Après un hivernage à Sydney, l'expédition repassera le cercle polaire en décembre 1820 pour faire de nouvelles découvertes, mais le mauvais état du Vostock nécessitera de mettre fin à la mission en janvier 1821. Le 5 août 1821, les navires russes seront de retour à Kronshtadt. 
En 751 jours, l'expédition a parcouru environ 92 300 km. Outre la seconde découverte de l'Antarctique, 29 îles ont été cartographiées et des travaux océanographiques complexes réalisés.
Une médaille a été délivrée par l' Amirauté russe pour commémorer cette expédition. 
Le navire a donné son nom a des nombreuses sites géographiques, comme le lac Vostok ou la base antarctique Vostok en Antarctique.